# Prokletá Argentina
Prokletá Argentina je dramatický film natočený režisérem Christopherem Haptonem, pojednává o tragických událostech v Argentině za vojenské diktatury. Film byl uveden do kin roku 2003.

## Děj
Děj začíná v Buenos Aires za vojenské diktatury. Je zde poslední dobou hodně moc pohřešovaných a lidé jsou velmi znepokojení. Dochází k bezúčelným demonstracím, které jen rozpoutávají pouliční násilí. Když hlavní hrdina Carlos (Antonio Banderas) zjistí, že jeho žena Cecilia (Emma Thompsonová) byla unesena, rozhodne se vyhlásit vojenské vládě válku. Ovšem zahrávat si s vojenskou vládou s sebou nese fatální následky a v sázce zůstává Carlosova dcera Teresa (Leticia Dolera). Carlos má však šestý smysl a dokáže zjišťovat, co se děje s unesenými lidmi. Všichni unesení včetně mužů, žen i dětí jsou psychicky i fyzicky mučeni za účelem vydírání těch, co zůstávají venku, nebo za účelem získání informací. Cecilia dělá vše pro to, aby uprchla ale zatím marně. Carlos dál bojuje s vládou, zatímco mizí čím dál více lidí a jakmile se v jeho blízkosti objeví špión, je unesena i jeho dcera Teresa. Teresa je společně s matkou znásilňována a po čase i zavražděna. Cecilii se ale povede utéct. Vojenská vláda konečně padne a Cecilia a Carlos se setkávají při slavnostech a jsou rádi, že se znova vidí. Ale Teresa je však mrtvá. Film pojednává o závažných politických problémech a není vhodný pro lidi se slabší povahou.